# کردلقان
کردلقان یکی از روستاهای تاریخی استان آذربایجان شرقی است که در دهستان اوچ‌هاچا بخش مرکزی شهرستان اهر واقع شده‌است.  این روستا در فاصله 8 کیلومتری اهر به سمت کوههای حیرت انگیز شیور واقع شده‌است. مردمان این روستا به خونگرمی و مهمان نوازی مشهور می‌باشند. جاده اصلی این روستا را به دو قسمت جنوبی و شمالی تقسیم کرده‌است، بطوری که حمل و نقل برای روستاییان بسیار آسان شده‌است. طبیعت بکر این روستا و همچنین آب آشامیدنی آن که از چشمه‌های لامان گرفته شده‌است، به این روستا زیبایی دو چندانی بخشسده است. شغل اکثر ساکنین این روستا کشاورزی، دامداری، و باغداری می‌باشد.این روستا ۱۶۲ نفر جمعیت دارد.